# 1980 год в истории метрополитена
В этой статье перечисляются основные  события из истории метрополитенов в 1980 году. Полужирным шрифтом выделены открытия новых транспортных систем.

## События
- 16 февраля — открыта вторая линия Римского метрополитена от станции Оттавиано до станции Чинечитта.[1]
- 11 июня — вторая линия Римского метрополитена продлена до станции Ананьина.
- 18 июля — открыты наземный вестибюль и наклонный ход станции Ленинградского метрополитена «Технологический институт-2», построенной в 1961 году.
- 11 августа — открыт Метрополитен Тайна и Уира.[2]
- 18 августа — открыт второй участок Чиланзарской линии Ташкентского метрополитена длиной 4,6 км с тремя станциями: «Хамида Алимджана», «Пушкинская», «Максима Горького» (ныне «Буюк Ипак йули»).
- 18 октября — открыта третья линия  Мюнхенского метрополитена с 18 станциями: «Хоэнцоллернплац», «Йозефсплац», «Терезиенштрассе», «Кёнигсплац», «Хауптбанхоф», «Зендлингер Тор», «Фраунхоферштрассе», «Колумбусплац», «Зильберхорнштрассе», «Унтерсбергштрассе», «Гизинг», «Карл-Прайс-Плац», «Инсбрукер Ринг», «Михаэлибад», «Квиддештрассе», «Нойперлах Центрум», «Терезе-Гизе-Аллее», «Нойперлах Зюд». В Мюнхене теперь 38 станций.
- 6 ноября — открыта станция Московского метрополитена «Шаболовская» Калужско-Рижской линии, построенная ещё в 1962 году.
- 7 ноября — открыт второй участок линии C Пражского метрополитена длиной 5,3 км с четырьмя станциями: «Мэра Вацка» (ныне «Розтылы»), «Строителей» (ныне «Ходов»), «Дружбы» (ныне «Опатов»), «Космонавтов» (ныне «Гае»).
- 19 декабря — открыт второй участок Куренёвско-Красноармейской линии Киевского метрополитена длиной 4,4 км с тремя станциями: «Тараса Шевченко», «Петровка» (ныне «Почайна»), «Проспект Корнейчука» (ныне «Оболонь»).
- Начало строительства первой станции Самарского метрополитена — «Кировская».
- Открыт второй участок Линии A Пражского метрополитена длиной 2,6 км с тремя станциями: «Йиржиго з Подебрад», «Флора», «Желивскего».